# Vía Colectora Quito-Cayambe

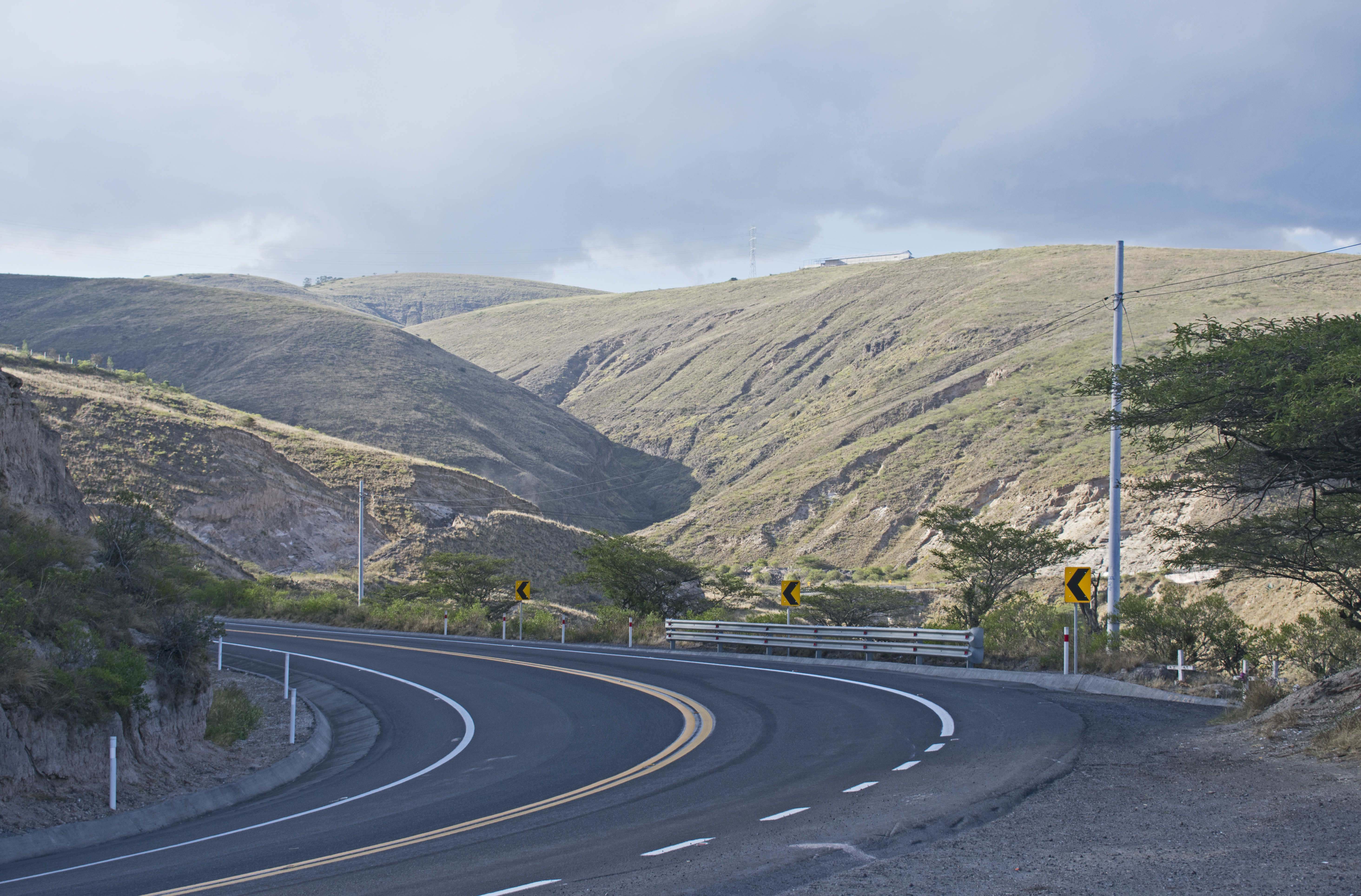
E28B al Mirador Pisque

La Vía Colectora Quito-Cayambe (E28B) es una vía secundaria de la red de carreteras de Ecuador ubicada en el noreste de la provincia de Pichincha. Conecta las ciudades de Cayambe y Quito a través de la localidad de Tabacundo y las parroquias quiteñas de Guayllabamba y Calderón.

## Descripción
Esta colectora, de trazado general norte-sur, nace en la Troncal de la Sierra en la localidad de Cayambe, desde donde toma sentido suroccidental hacia la localidad de Tabacundo. Poco antes de llegar a Tabacundo, la Vía Colectora Quito-Cayambe (E28B) conecta con la Vía Colectora Tabacundo-Cajas (E282) que se extiende solamente hacia el norte en un corto trayecto hacia la Troncal de la Sierra (E35) en la localidad de Cajas en la frontera interprovincial Pichincha-Imbabura.  
Después de Tabacundo, la Vía Colectora Quito-Cayambe (E28B) continúa en sentido suroccidental hasta llegar a la localidad de Guayllabamba donde recibe a la Vía Colectora Guayllabamba-Santa Rosa de Cusubamba (E283) que forma parte de la Vía Panamericana y que se extiende únicamente en dirección oriental hasta la Troncal de la Sierra (E35).  
El siguiente tramo, entre la intersección con la Vía Colectora Guayllabamba-Santa Rosa de Cusubamba (E283) y Quito, forma parte de la Carretera Panamericana y también se extiende en dirección suroccidental. En este tramo, la carretera empieza a ascender del valle interandino al valle de Quito cruzando el cañón del río Guayllabamba. El trazado entre el río Guayllabamba y la localidad de Calderón (extremo norte de Quito) se caracteriza por una abrupta y marcada pendiente. Al entrar al término parroquial de Calderón la E28B interseca con la ruta Collas, que se dirige al Aeropuerto Internacional Mariscal Sucre en la parroquia Tababela. Tras atravesar Calderón, la colectora termina su recorrido en la Avenida Galo Plaza Lasso en el extremo norte de Quito.

## Concesiones
La Vía Colectora Quito-Cayambe (E28B) está concesionada en toda su extensión a la empresa privada Panavial. Por lo tanto, el pago de peajes en esta colectora es obligatorio. Las estaciones de peaje en esta colectora forman parte del Corredor Norte del sistema de concesiones de Panavial

## Estaciones de Peaje
Corredor Norte (de norte a sur) - Mapa y Valores
- Cochasquí (Tramo Cayambe-Tabacundo-Guayllabamba)
- Oyacoto (Tramo Guayllabamba-Quito)

- Datos: Q2301225